# 丹尼尔·阿塞韦斯
丹尼尔·阿塞韦斯（西班牙語：Daniel Aceves，1964年11月18日—），墨西哥男子摔跤运动员。他曾代表墨西哥参加1984年夏季奥林匹克运动会摔跤比赛，获得男子古典式52公斤级银牌。